# Stoßstange (Motor)

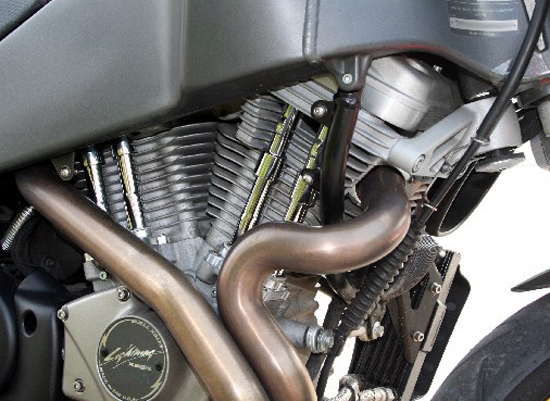
Stoßstangen im Schutzrohr an einem Buell-XB-Motor

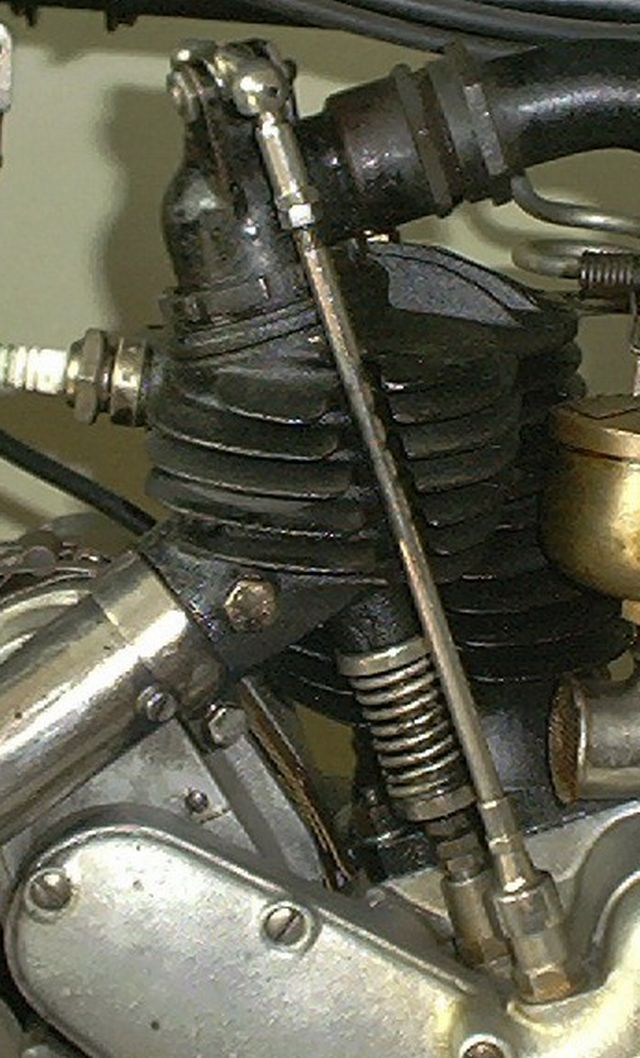
Stoßstange an einem IOE-Motor

Die Stoßstange in einem Verbrennungsmotor ist Teil der Ventilsteuerung an Motoren mit seitlicher Nockenwelle und hängenden Ventilen. Es kann auch nur das Einlassventil über eine Stoßstange betätigt sein, dies nennt man wechselgesteuert oder Inlet over Exhaust (IOE).  Der Nocken der Nockenwelle betätigt einen im Kurbelgehäuse gelagerten Stößel oder einen Hebel, der die seitlich wirkende Kraft aufnimmt. Der Stößel oder Hebel treibt die Stoßstange an, die wiederum über einen Kipphebel das Ventil betätigt. Bei wassergekühlten Motoren laufen die Stoßstangen in Hohlräumen im Motorblock, bei luftgekühlten außen in Schutzrohren. Bei sehr alten oder bei Schiffsmotoren können sie frei liegen. 
Die hier beschriebene Konstruktion ist die typische Bauausführung, im Lauf der Entwicklung von Ventiltrieben sind viele Varianten erprobt worden, z. B. Ventiltriebe mit zwei Hebeln, aber ohne Stößel und ohne Stoßstange oder die Betätigung von Auslassventilen mit einem Stößel, zwei Stoßstangen und zwei Kipphebeln beim Motor des BMW 328. 
Hubkolbenmotoren mit Stoßstangen im Ventiltrieb werden auch als Stoßstangenmotoren bezeichnet. 
Moderne Motoren haben obenliegende Nockenwellen, die die Ventile typischerweise über Kipp- oder Schlepphebel oder direkt über Tassenstößel betätigen.- Es gibt auch Motoren mit obenliegender Nockenwelle und Stoßstangen. 
Bei Kraftfahrzeugmotoren wurden Stoßstangenlängen bis zu 70 cm erreicht. Die große oszillierende (hin- und herschwingende) Masse begrenzt jedoch die Höchstdrehzahl des Motors, daher werden sie so kurz und leicht wie möglich konstruiert. 
Bei Motorrädern findet man auch heute noch diverse Motoren mit Stoßstangen, traditionell bei den luftgekühlten Zweizylinder-V-Motoren von Harley-Davidson & Buell, Moto Guzzi sowie den Motoren der R-Baureihe von BMW. Yamaha verwendet Stoßstangen-Motoren in den Modellen MT-01 und Yamaha XV1900A Midnight Star. Historisches Beispiel ist u. a. die Horex Regina. Hier verlaufen die Stoßstangen in einem gemeinsamen dicken Schutzrohr auf der rechten Seite des Einzylinders, was so aussieht, als hätte der Motor eine Königswelle.
Umgangssprachlich wird für die Stoßstange häufig der Begriff Stößelstange verwendet, was von dem viel produzierten Motor des VW Käfer herrühren mag, bei dem Stößel und Stoßstange bis 1961 zu einem Teil vereinigt waren.